# Platenes purvs
Platenes purvs este o arie protejată (arie specială de conservare — SAC, sit de importanță comunitară — SCI, arie de protecție specială avifaunistică — SPA) din Letonia întinsă pe o suprafață de 455,22 ha, integral pe uscat.

## Localizare
Centrul sitului Platenes purvs este situat la coordonatele 57°23′29″N 21°43′19″E / 57.3914°N 21.722°E.

## Înființare
Situl Platenes purvs a fost declarat arie de protecție specială avifaunistică în decembrie 2003 pentru a proteja 1 specie de plante și 9 specii de animale. Alte tipuri de protecție:
- sit de importanță comunitară (în mai 2004)
- arie specială de conservare (în mai 2004)[1][3][4]

## Biodiversitate
Situată în ecoregiunea boreală, aria protejată conține 4 habitate naturale: Mlaștini alcaline, Taiga vestică, Păduri caducifoliate de mlaștină fino-scandinave, Mlaștini împădurite.
La baza desemnării sitului se află mai multe specii protejate:
- plante (1): moșișoare (Liparis loeselii)
- păsări (5): cocoșul de mesteacăn (Bonasa bonasia), erete de stuf (Circus aeruginosus), cocor (Grus grus), sfrâncioc roșiatic (Lanius collurio), cocoșul de mesteacăn (Tetrao tetrix tetrix)
- nevertebrate (4): fluturele flitirar (Euphydryas maturna), fluturele purpuriu (Lycaena dispar), Vertigo angustior, Vertigo geyeri

Pe lângă speciile protejate, pe teritoriul sitului au mai fost identificate 24 de specii de plante, 3 specii de mamifere, 4 specii de nevertebrate.